# Integracja polityczna
Integracja polityczna – pojęcie określające zmiany w strukturze politycznej współczesnych państw, które mają na celu wspólną władzę polityczną. Jest to idea dawna, sięgająca czasów cesarstwa rzymskiego, kiedy to powstały koncepcje federacji państw. Najważniejsze elementy integracji politycznej to instytucje (wspólny mechanizm decyzyjny), wymiana dóbr pomiędzy integrującymi się państwami i społeczna akceptacja integracji. Przykładem integracji politycznej jest UE, która posiada wspólną walutę, politykę rolną, celną i walutową.